# Croacia en los Juegos Olímpicos de Nagano 1998
Croacia estuvo representada en los Juegos Olímpicos de Nagano 1998 por un total de 6 deportistas que compitieron en 3 deportes.  
La portadora de la bandera en la ceremonia de apertura fue la esquiadora Janica Kostelić. El equipo olímpico croata no obtuvo ninguna medalla en estos Juegos.